# Мтсамборо
Мтсамборо́ (фр. Mtsamboro) — муніципалітет у Франції, в заморському департаменті Майотта. Населення — 6917 осіб (2007).
Муніципалітет розташований на відстані близько 8200 км на південний схід від Парижа, 20 км на північний захід від Мамудзу.